# 아울루스 부키우스 라피우스 막시무스
아울루스 부키우스 라피우스 막시무스(Aulus Bucius Lappius Maximus)는 플라비우스 왕조 시기 활약했던 로마의 원로원 의원이다. 브라이언 W. 존스는 그가 도미티아누스의 '아미키'(Amici) 즉 조언자 중 하나였을 것으로 본다. 그는 집정관직을 두 번 수행했다.

## 이름과 가문
오래된 권위자들은 소플리니우스의 그에 대한 언급 (라피우스 막시무스)과 라이티아 총독의 이름 티투스 플라비우스 노르바누스가 합쳐져 있던 '에피토메 데 카이사리부스'에서 알아볼 수 있는 문구  ('노르바누스 라피우스')를 합하여 루키우스 아피우스 막시무스 노르바누스라고 칭한다. 그의 정확한 이름은 불가리아 수호젬에서 출토된 군대 수료증서에서 나왔으며, 일부 권위자들은 잘못된 이름을 계속 제시한다.
그의 이름에 나타난 폴리오니미는 입양이 있었음을 의미하는데, Olli Salomies에 의하면, 그는 라피우스 막시무스로 태어나 아울루스 부키우스에게 입양된 것이라 한다. Salomies는 또한 "모든 아울루스 라피우스 일족들은 원로원 의원과 관련이 있는 것처럼 보인다"라고 언급했다. 로널드 사임은 "라피우스 '겐틸리쿰'은 매우 드물다."라고 언급했다.
로마에 있는 한 비문은 그의 아내 이름 아일리아를 알려주었다. Salomies는 로마에 있는 비문 (《CIL》 VI, 31106)에서 언급된 Lappia A.f. Tertulla는 "이 자의 딸일 것이다"라고 하였다. 어쨌든, 사임은 라피우스 막시무스가 "지속적으로 후손들을 배출해내지 못한" 플라비우스 왕조 시기에 살았던 유력 인사들 중 한 명이라 언급했다.

## 생애
라피우스 막시무스의 생애에는 86년 9월의 눈디니움 기간에 가이우스 옥타비우스 티디우스 토시아누스 루키우스 야볼레누스 프리스쿠스를 동료 집정관으로 두며 첫 집정관직을 수행하기 앞서 83/84년 동안 비티니아 폰투스의 프로콘술직 총독을 지내기도 했다. 그 뒤에 그는 87년부터 89년까지 게르마니아 인페리오르의 군단장이었으며, 이 기간에 그는 인접한 속주 게르마니아 수페리오르에서 일어난 루키우스 안토니우스 사투르니누스의 반란을 진압하는 데 일조했다. 그 후 그는 즉시 89년부터 92년까지 시리아 속주의 총독으로 임명된 뒤, 95년 5월부터 8월까지 '눈디니움' 기간 푸블리우스 두케니우스 베루스를 동료 집정관으로 한 두 번째 집정관직을 지냈으며, 이번에 집정관직을 얻은 것이 특이점이었는데 사임은 이것에 대해 "이전 세기에서는 기이할 정도로 드문 것이었다".